# Barre de Weber

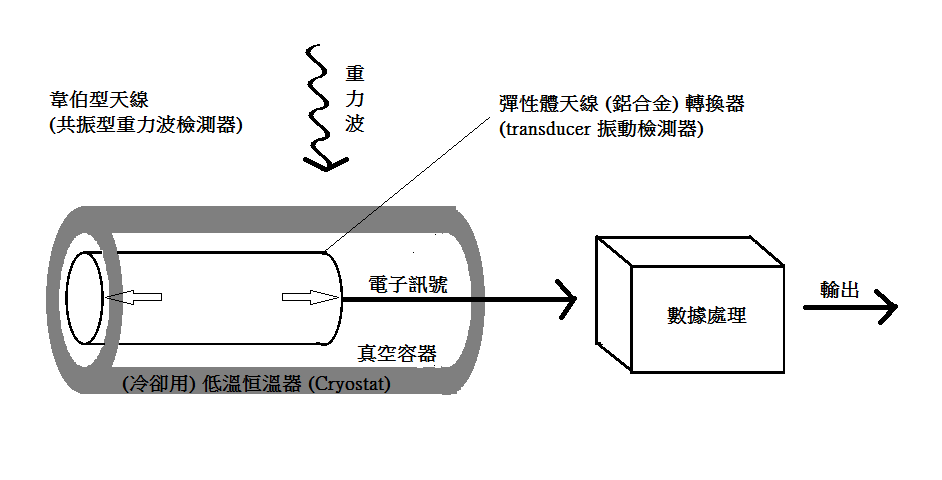
structure de la barre de Weber

Une barre de Weber est un dispositif utilisé dans les observatoires d'ondes gravitationnelles, qui fut développé et construit pour la première fois par le physicien Joseph Weber, de l'université du Maryland.

## Contexte
Autour de 1968, Weber a collecté ce qu'il qualifie de « preuves tangibles » de l'existence des ondes gravitationnelles. Cependant, ses expériences ont été reproduites de nombreuses fois, sans qu'un tel résultat ne soit à nouveau atteint. Par conséquent, ses expériences furent très controversées, et ses résultats discrédités[réf. nécessaire]. Les critiques s'appuient sur l'analyse subjective de Weber, et son imprécision quant à l'amplitude de la vibration lors du passage d'une onde gravitationnelle.

## Principe
Le dispositif consiste en de multiples cylindres d'aluminium, de rayons de 1 m et longs de 2 m. Ils forment des antennes capables de détecter les ondes gravitationnelles prédites par la théorie de la relativité générale.
Ces cylindres massifs en aluminium vibrent avec une fréquence de résonance de 1 660 Hz. À cause de l'effet très faible des ondes, les cylindres doivent être imposants et les capteurs piézoélectriques très sensibles, à même de capter une déformation d'environ 10–16 m.